# The Best of Sepultura
The Best of Sepultura – kompilacja utworów brazylijskiej grupy metalowej Sepultura z okresu, w którym wokalistą był Max Cavalera. Została wydana w 2006 roku przez Roadrunner Records, bez zaangażowania członków zespołu, który w tym czasie działał pod szyldem SPV GmbH. Album ten nie jest zaliczany jako oficjalne wydawnictwo na stronie zespołu.

## Twórcy
- Max Cavalera – śpiew, gitara rytmiczna
- Andreas Kisser – gitara prowadząca
- Paulo Jr. – gitara basowa
- Igor Cavalera – perkusja

## Lista utworów
| Nr  | Tytuł utworu           | Długość |
| --- | ---------------------- | ------- |
| 1.  | „Troops of Doom”       | 3:17    |
| 2.  | „Beneath the Remains”  | 5:11    |
| 3.  | „Inner Self”           | 5:07    |
| 4.  | „Arise”                | 3:17    |
| 5.  | „Dead Embryonic Cells” | 4:52    |
| 6.  | „Desperate Cry”        | 6:43    |
| 7.  | „Refuse/Resist”        | 3:19    |
| 8.  | „Territory”            | 4:47    |
| 9.  | „Slave New World”      | 2:55    |
| 10. | „Biotech is Godzilla”  | 1:52    |
| 11. | „Roots Bloody Roots”   | 3:32    |
| 12. | „Attitude”             | 4:15    |
| 13. | „Ratamahatta”          | 4:30    |
|     |                        | 53:37   |